# Aktiva
Aktiva podrazumeva sredstva koja se plasiraju na tržištu zajmovnog kapitala. U poslovanju banke aktivu predstavljaju krediti koje banka nudi i obavezne rezerve koje su garant povraćaja depozita komitenata banke.
Pod pojmom aktiva često se podrazumeva novac u opticaju. U ekonomskoj teoriji neki teoretičari u aktivu svrstavaju, osim novca, i hartije od vrednosti, jer se kao kapital mogu upotrebiti u proizvodnji roba i usluga.

## Bankarsko poslovanje
Pri analizi funkcionisanja banaka, aktivu predstavljaju sredstva banaka, i  koja mogu da se plasiraju na tržištu zajmovnog kapitala u obliku kredita (za investiranje ili potrošnju). Ta sredstva su rezultat depozita, kako oročene štednje građana i privrede, tako i depozita po viđenju. U aktivu, pored iznosa kredita koje banka dalje nudi na tržištu, ulaze i obavezne rezerve (sredstva koja banka ne sme dalje plasirati, već mora zadržati kao garant povraćaja štednje). Stopu obaveznih rezervi propisuje Centralna banka, i to je jedan od osnovnih instrumenata monetarne politike (politika Centralne banke kojom se prevashodno određuje ponuda novca u ekonomiji).

## Srodni pojmovi
T-bilans predstavlja bilans odnosa aktive i pasive banke. Obe strane (aktiva i pasiva) međusobno moraju biti jednake. Pasivu čine depoziti građana i privrede u banci, dok aktivu čine krediti koje banka nudi i obavezne rezerve.
Pasiva predstavlja deo T-bilansa bankarskog poslovanja. To je zbir svih depozita u okviru banke (pri tumačenju makroekonomije to je u okviru celog bankarskog sistema). Ti depoziti su rezultat štednje u bankama od strane građana i privrednih subjekata (privrede).